# Wałek (grafika)

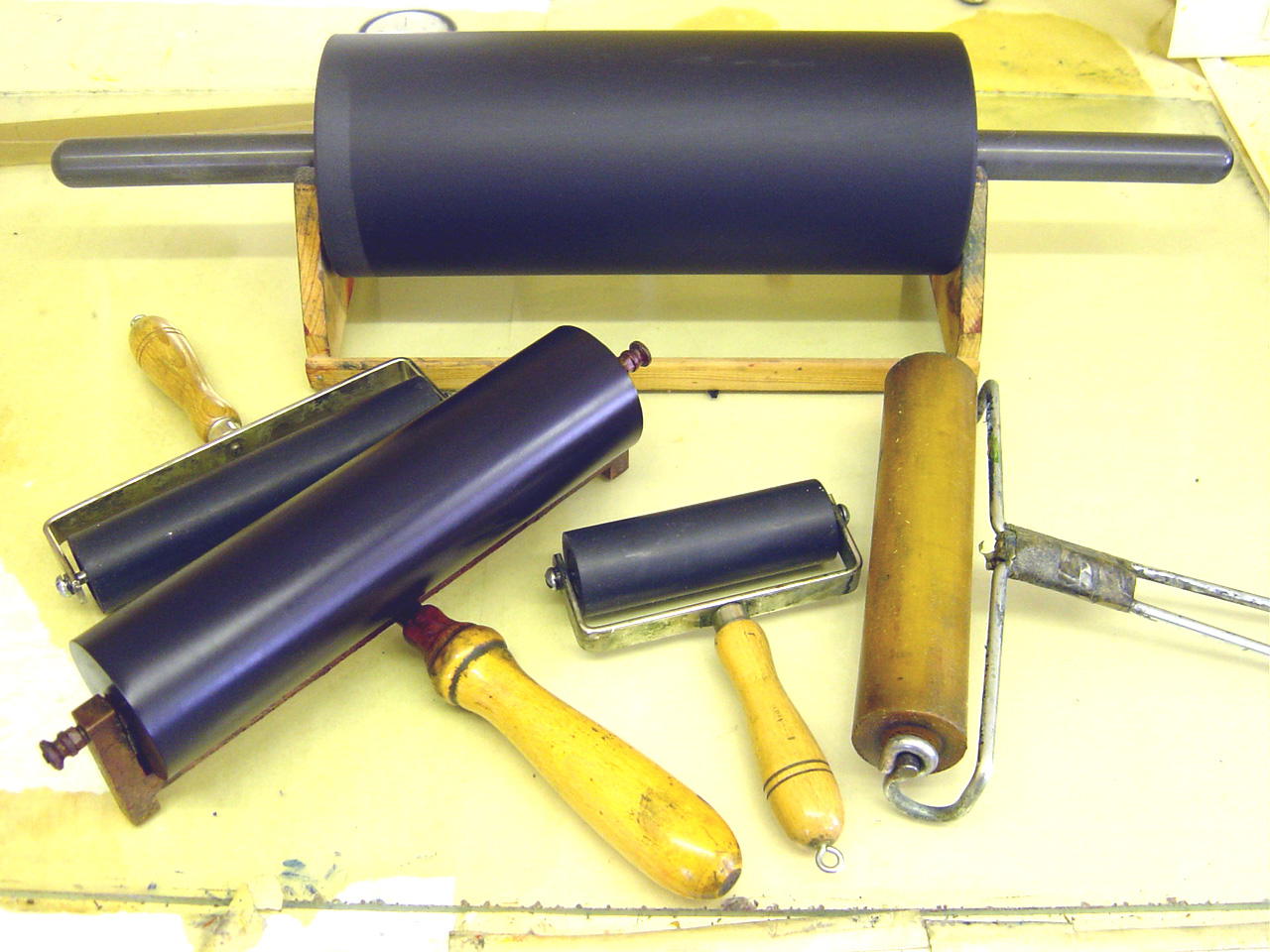
Gumowe wałki stosowane w warsztacie graficznym.

Wałek jest jednym z narzędzi graficznych. W zależności od metody druku stosowane są różne rodzaje wałków. Służą do równomiernego pokrywania matrycy farbą.
W technikach druku wypukłego używa się wałków z gumy, skóry lub kleju. W litografii natomiast zastosowanie znajdują skórzane wałki gładkie i szorstkie. Wałek litograficzny składa się z drewnianego lub metalowego walca obciągniętego skórą na flanelowym podkładzie. W zależności od grubości warstwy flaneli rozróżnia się wałki twarde i miękkie. Skóra obciągnięta na wałku może być odwrócona szorstką lub gładką stroną na zewnątrz, stąd też mówi się o wałkach szorstkich lub gładkich. Wymagają one odpowiedniej konserwacji. Szorstkie wałki po każdym użyciu powinny być czyszczone specjalnymi skrobaczami, gładkie wystarczy wymyć benzyną lub terpentyną. 